# Birgit Friedrich
Birgit Friedrich (25 de septiembre de 1961) es una deportista alemana que compitió para la RFA en judo. Ganó cuatro medallas en el Campeonato Europeo de Judo entre los años 1981 y 1985.

## Palmarés internacional
| Campeonato Europeo | Campeonato Europeo  | Campeonato Europeo | Campeonato Europeo |
| Año                | Lugar               | Medalla            | Categoría          |
| ------------------ | ------------------- | ------------------ | ------------------ |
| 1981               | Madrid (España)     | Medalla de oro     | –48 kg             |
| 1983               | Génova (Italia)     | Medalla de bronce  | –48 kg             |
| 1984               | Pirmasens (RFA)     | Medalla de bronce  | –48 kg             |
| 1985               | Landskrona (Suecia) | Medalla de plata   | –48 kg             |